# ديزموند لي
ديزموند لي (بالصينية: 李智陞) (بالإنجليزية: Desmond Lee)‏ هو سياسي سنغافوري، ولد في 15 يوليو 1976. حزبياً، نشط في حزب العمل الشعبي. وقد انتخب عضو مجلس الشعب السنغافوري عن دائرة Jurong Group Representation Constituency ‏ وقد انضم خلال فترته النيابية ‏  للكتلة البرلمانية حزب العمل الشعبي وانتخب عضو مجلس الشعب السنغافوري عن دائرة Jurong Group Representation Constituency ‏ وقد انضم خلال فترته النيابية ‏  للكتلة البرلمانية حزب العمل الشعبي.